# Le Fils de Zorro (film, 1973)
Pour les articles homonymes, voir Le Fils de Zorro.
Pour plus de détails, voir Fiche technique et Distribution.
Le Fils de Zorro (Il figlio di Zorro) est un film western spaghetti italo-espagnol réalisé par Gianfranco Baldanello et sorti en 1973.

## Fiche technique
- Titre original italien : Il figlio di Zorro[1],[2]
- Titre espagnol : El hijo del Zorro[3]
- Titre français : Le Fils de Zorro[4]
- Réalisation : Gianfranco Baldanello sous le nom de Frank G. Carroll
- Assistant-réalisateur : Ennio Marzocchini
- Scénario : Arpad DeRiso, Joaquín Luis Romero Marchent, Guido Zurli
- Directeur artistique : Mario Sperduti
- Costumes : Maria Luisa Panaro[5]
- Photographie : Franco Delli Colli
- Effets spéciaux : Agostino Possanza[5]
- Son : Alessandro Serandrea
- Musique : Marcello Gigante
- Production : Miguel Ángel Gil, Giovanni Vari
- Directeur de production : Antonia Riddan
- Société(s) de production : Films Triunfo S.A., International Art Films
- Pays d’origine :  Italie,  Espagne
- Langue originale : italien
- Format : couleur (Eastmancolor) — 35 mm — 2,35:1 (Techniscope) — son Mono
- Genre : action, aventure, western spaghetti
- Durée : 86 minutes
- Dates de sortie :
  - Italie : 30 décembre 1973
  - Espagne : 9 septembre 1974
  - France : 22 octobre 1975

## Distribution
- Alberto Dell'Acqua (crédité sous le nom de Robert Widmark) : Don Rocardo Villaverde (Zorro)
- William Berger : Mathias Boyd
- Fernando Sancho : Colonel Michel Leblanche
- Elisa Ramírez : Conchita Herrera
- Franco Fantasia : Captain François Bardeau
- George Wang : Pedro Garcia
- Dada Gallotti : Mathilda Leblanche
- Marcello Monti
- Andrea Fantasia : Don José Herrera
- Mario Dardanelli
- Pietro Riccione
- Marcello Simonella
- Giorgio Dolfin
- Lorenzo Piani
- Charly Bravo : Pedro  (non crédité)
- Marina Malfatti : Carmen  (non créditée)
- Osiride Pevarello : un soldat (non crédité)
- Renzo Pevarello (non crédité)
- Franco Ukmar (non crédité)
- Marco Zuanelli : sergent Marat (non crédité)